# Vrolijk vlieskelkje
Het vrolijk vlieskelkje (Hymenoscyphus laetus) is een schimmel behorend tot de familie Helotiaceae. Het komt op afgevallen takken en twijgen van diverse loofbomen, zoals elzen (Alnus), berken (Betula), Fraxinus en eiken (Quercus).

## Kenmerken
Het vruchtlichaam is geel tot oranje en heeft een diameter van 1 tot 2,5 mm. De steel is kort (2 mm) en is bleker dan de het vruchtlichaam. Het heeft een onduidelijke geur en smaak.
De gladde sporen zijn hyaliene, volledig homopolair en meten 18-24 (30) × 5-6 (7). De ascus is amyloïde, heeft een gehaakte basis en meet 140-160 (180) × 10 µm. De parafysen enkelvoudig, licht septaat, hyaliene of geelachtig, gevuld met granulaten, 3 tot 4 µm breed en aan de top niet of nauwelijks verdikt.

## Verspreiding
Het vrolijk vlieskelkje komt met name voor in Europa. Het komt in Nederland vrij zeldzaam voor.